# Castel Polheim
Castel Polheim (in tedesco Schloss Polheim) si trova nel comune austriaco di Wels nel Distretto di Wels-Land appartenente al Land dell'Alta Austria. La sua storia inizia nel XIII secolo.

## Storia

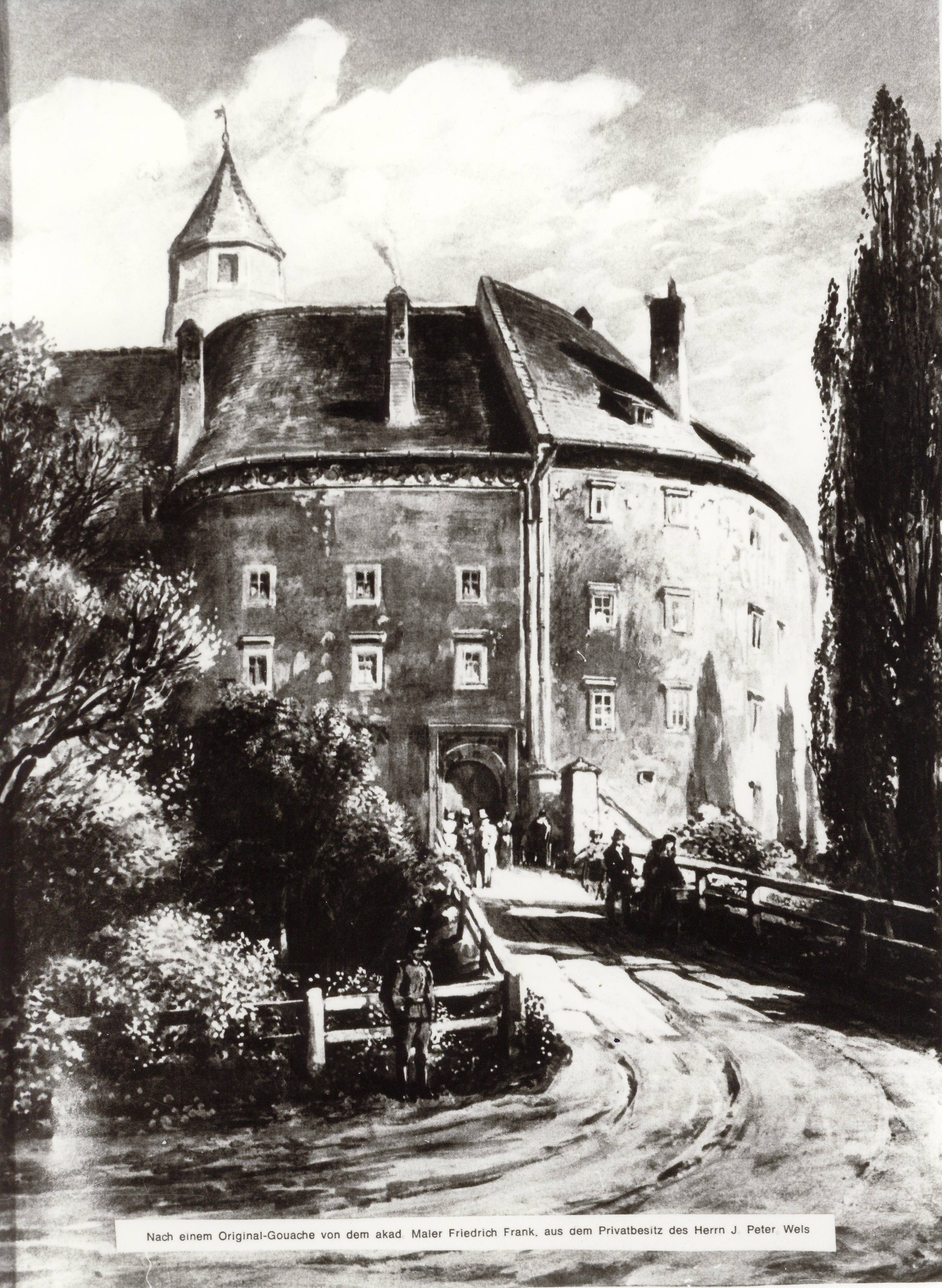
Castel Polheim come appariva nel XIX secolo

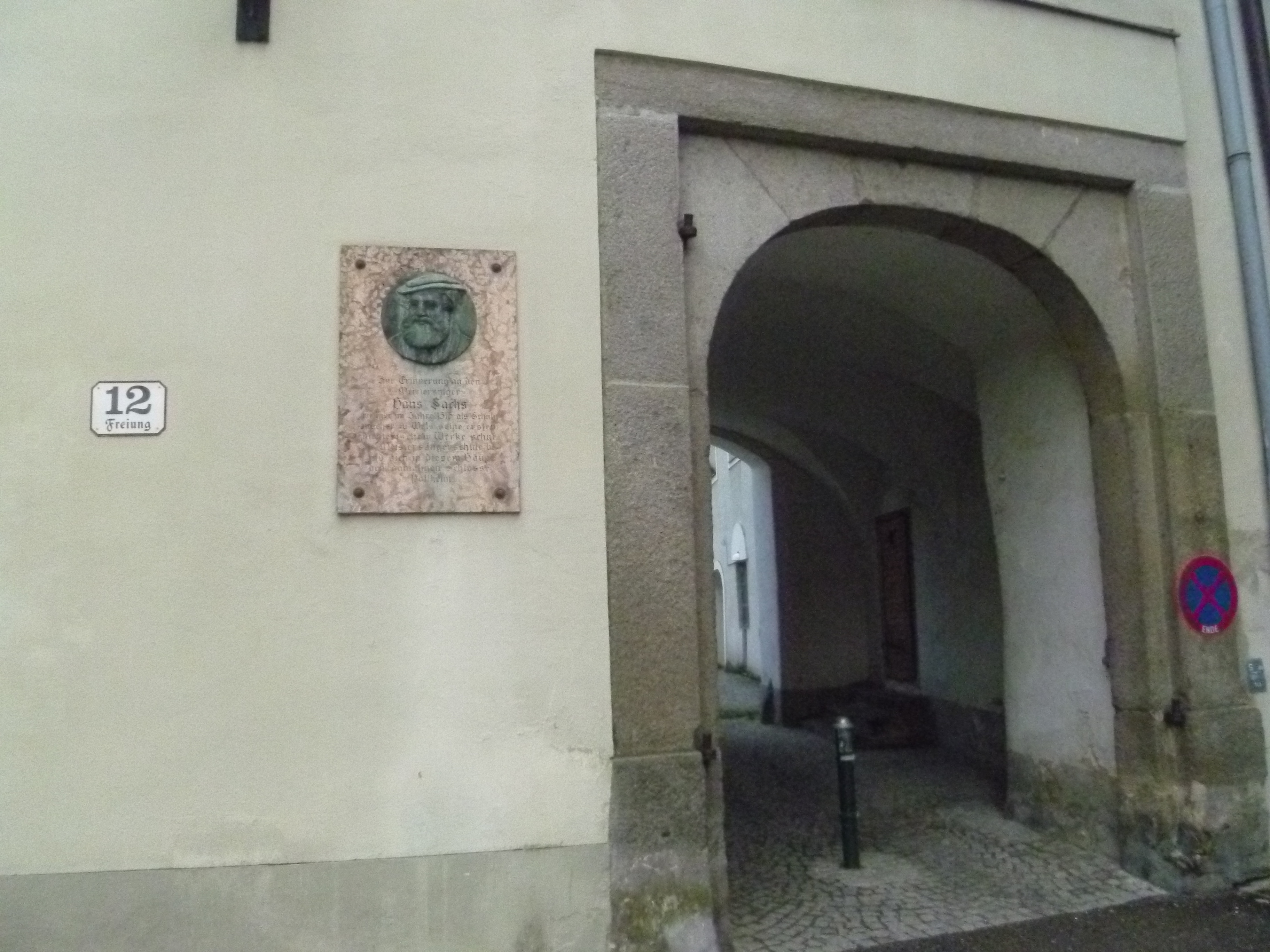
Portale di accesso sulla facciata settentrionale

I signori di Polheim vennero menzionati per la prima volta su documenti intorno al 1073 come ministeriali del duca di Steyr quando il loro primo castello si trovava vicino a Grieskirchen. Già nel 1353 questa fortezza era scomparsa con la sola eccezione della stalla del castello. Nel 1216 Dietrich von Polheim prese parte in Terra santa alla quinta crociata al seguito del duca Leopoldo VI di Babenberg e fu probabilmente il suo erede Albero II von Polheim a costruire il castello cittadino a Wels intorno alla metà del XIII secolo unendo diverse case che i Polheimer avevano acquisito nel tempo. Da quel momento il castello divenne la nuova dimora della famiglia e qui si trasferirono i suoi membri. La struttura era nata per proteggere l'angolo nord-ovest della città e faceva parte della cinta muraria fortificata cittadina. Il castello venne citato sui documenti per la prima volta nel 1280. Il termine Freyung riferito al castello precisa che la città non aveva alcuna giurisdizione sul castello e sulle sue dipendenze poiché erano i von Polheim che ne avevano ogni diritto. Intorno al 1280 Weikhard von Polheim fondò il monastero dei minoriti a Wels e in seguito divenne vescovo di Passau. Il fratello Alberanis combatté al fianco di Rodolfo I d'Asburgo nella battaglia di Dürnkrut e grazie al suo valore il sovrano lo elevò alla dignità di cavaliere. Nel 1501 i von Polheim ricevettero il titolo di baroni imperiali e nel 1530 il castello fu ricostruito e ampliato. Nel 1622, con la morte del Freiherr Siegmund Ludwig II von Polheim, governatore del Land, il ramo Wels della famiglia si estinse e il castello cittadino fu inizialmente confiscato dal conte e governatore bavarese Adam Herberstorff ma, intorno al 1627, entrò in possesso di Johann Paul Spindler che lo vincolò in una commissione fidei. Suo nipote, il Freiherr Johann Philipp von Spindler, vendette il castello nel 1695 alla città di Wels. La città ne utilizzò la struttura per un birrificio che rimase in funzione fino al XIX secolo mentre i locali non utilizzati vennero affittati. In alcuni periodi il castello divenne sede scolastica e fu impiegato come magazzino. Nel XIX secolo l'edificio cadde lentamente in rovina e nella ex cappella gentilizia dedicata a San Paolo venne allestito un deposito di luppolo. Nel 2011 il consiglio comunale di Wels ha deciso di vendere la proprietà dell'ex scuola statale di musica di Wels nel castello di Polheim che è andata alla PER Immobilien GmbH, di proprietà della famiglia Resch.

## Descrizione

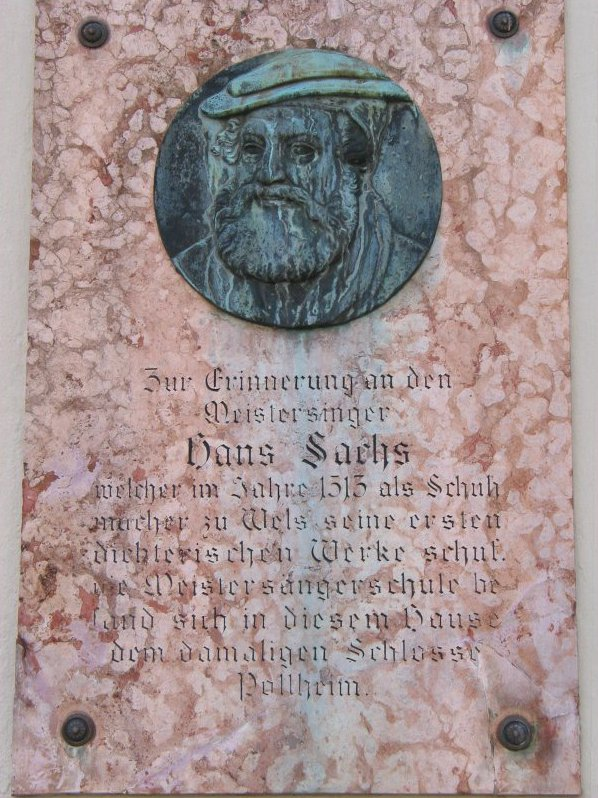
Lapide che ricorda Hans Sachs, poeta, drammaturgo e Meistersinger di Norimberga

Castel Polheim si trova nella parte nord ovest dell'abitato del comune austriaco di Wels nel Distretto di Wels-Land, Land dell'Alta Austria. La struttura appartiene ad un complesso medievale di pianta irregolare pesantemente modificata durante i secoli. L'ingresso sulla Ringstrasse era anticamente protetto da un fossato e da un ponte levatoio, entrambi scomparsi da tempo. L'elemento più caratteristico del castello è la torre delle scale gotica, vicina all'edificio ad aula di epoca rinascimentale. La facciata a sud mostra un portale e finestre che risalgono al 1542 circa. La cappella del castello, menzionata per la prima volta nel 1519, conserva finestre tardo gotiche. Una lapide accanto al portale sul lato nord dell'edificio ricorda che qui visse e fu apprendista calzolaio nel 1513 Hans Sachs, poi divenuto noto come poeta, drammaturgo e Meistersinger di Norimberga e immortalato nell'opera Die Meistersinger von Nürnberg di Richard Wagner. La leggenda popolare vuole che qui sia stata scritta la sua prima poesia.

### Bene architettonico tutelato
Castel Polheim è stato posto sotto tutela dei monumenti da parte della Repubblica austriaca col numero 38417.